# Лепёшки (деревня)
Лепёшки — деревня в Пушкинском районе Московской области России, входит в состав сельского поселения Царёвское. 

## География
Расположена на севере Московской области, в восточной части Пушкинского района, примерно в 19 км к северо-востоку от центра города Пушкино и 33 км от Московской кольцевой автодороги, на реке Воре, при впадении в неё реки Талицы (бассейн Клязьмы), южнее города Красноармейска.
К деревне приписано 11 садоводческих товариществ. В 2 км к югу — Московское малое кольцо А107, в 3 км к северу — ветка линии Ярославского направления Московской железной дороги Софрино — Красноармейск. Ближайшие сельские населённые пункты — село Царёво и деревня Шаблыкино.
Связана автобусным сообщением с городами Пушкино и Красноармейск.

## Население
| 1859 | 1890 | 1899 | 1926  | 2002 | 2006 | 2010 |
| ---- | ---- | ---- | ----- | ---- | ---- | ---- |
| 395  | ↘316 | ↗356 | ↗1105 | ↘165 | ↗223 | ↗250 |

## История
В «Списке населённых мест» 1862 года — казённая деревня 1-го стана Дмитровского уезда Московской губернии по левую сторону Московско-Ярославского шоссе (из Ярославля в Москву), в 50 верстах от уездного города и 23 верстах от становой квартиры, при реке Воре, с 63 дворами и 395 жителями (177 мужчин, 218 женщин).
По данным на 1890 год — деревня Морозовской волости Дмитровского уезда с 316 жителями, в 1899 году — деревня Богословской волости Дмитровского уезда, проживало 356 жителей.
В 1913 году — 68 дворов.
По материалам Всесоюзной переписи населения 1926 года — деревня Царёвского сельсовета Путиловской волости Сергиевского уезда Московской губернии в 8,5 км от станции Софрино Северной железной дороги, проживало 1105 жителей (526 мужчин, 579 женщин), насчитывалось 377 хозяйств, из которых 132 крестьянских. При деревне были мельница и хутор.
С 1929 года — населённый пункт в составе Пушкинского района Московского округа Московской области. Постановлением ЦИК и СНК от 23 июля 1930 года округа как административно-территориальные единицы были ликвидированы.
Административная принадлежность
1929—1939 гг. — центр Лепёшкинского сельсовета Пушкинского района.
1939—1957, 1962—1963, 1965—1994 гг. — деревня Царёвского сельсовета Пушкинского района.
1957—1960 гг. — деревня Царёвского сельсовета Мытищинского района.
1960—1962 гг. — деревня Царёвского сельсоветов Калининградского района.
1963—1965 гг. — деревня Царёвского сельсовета Мытищинского укрупнённого сельского района.
1994—2006 гг. — деревня Царёвского сельского округа Пушкинского района.
С 2006 года — деревня сельского поселения Царёвское Пушкинского муниципального района Московской области.

## Известные уроженцы
- Василий Иванович Новиков (1921—1945) — участник Великой Отечественной войны, Герой Советского Союза.